# Marco Álvarez Vargas
Marco Antonio Álvarez Vargas (Raimondi, 4 de abril de 1948) es un militar en retiro, deportista, entrenador y político peruano. Es el actual alcalde del distrito de San Borja, desde el 1 de enero de 2023. Siendo elegido en las elecciones municipales de 2022 para el periodo 2023 - 2026. Anteriormente, ejerció dicho cargo por el mismo distrito, desde 2011 hasta 2018. Asimismo, ejerció como regidor de Lima para el período 2019 - 2022.

## Biografía
Marco Antonio nació el 4 de abril de 1948, en el distrito peruano de Raimondi. Hijo de Jorge Álvarez Talledo y de Blanca Vargas de Souza.
Realizó su formación primaria en la Escuela Fiscal de Atalaya, e hizo su formación secundaria en 3 instituciones diferentes. Ingresó a la Escuela Militar de Chorrillos, culminando su carrera de Oficial del Ejército Peruano como adjunto de la agregaduría militar de la Embajada del Perú en Israel con el grado de coronel, en 1996.
Realizó estudios en la Escuela de Administración de Negocios, programa avanzado de Administración de Empresas y de Administración Municipal.

### Matrimonio y descendencia
Está casado con Teresa Ramírez Docampo, tiene tres hijos.

## Trayectoria
En 1997, tuvo a su cargo la organización de la seguridad y logística de la Conferencia Anual de la Organización de Estados Americanos, a solicitud de la Cancillería peruana, para hacer frente a la especial circunstancia de los rehenes cautivos en la toma de la residencia del embajador de Japón en Lima.
Entre 1997 y 2003, incursionó en la actividad privada como administrador, no obstante  por su vocación de servicio, siempre prefirió servir a su comunidad desde la Municipalidad de San Borja.
Incursionó en la actividad municipal del distrito de San Borja formando parte de la administración municipal, a partir del año 2003 como Regidor del Distrito de San Borja, su gestión municipal se concentró principalmente en líneas de acción y desarrollo con el objetivo de  mejorar la cultura, la organización municipal,  la seguridad ciudadana y  el desarrollo del distrito , logrando posicionar a San Borja,  como EL MEJOR LUGAR PARA VIVIR DE TODO LIMA, con tan solo 41 años de creación  cumpliendo con los anhelos de la comunidad Sanborjina. Se debe resaltar que la gestión   el Alcalde Marco Antonio Álvarez Vargas se caracteriza por impulsar la seguridad ciudadana destacando aspecto resaltantes  con  la firma de convenios con la  Policía Nacional del Perú, articulando esfuerzos entre Serenazgo, Policía Nacional y  la ciudadanía, capacitando con talleres e implementando a los agentes con herramientas de comunicación  y programas  con tecnología de vanguardia para una mejor seguridad como el APP del SOS de intervención inmediata, dirigida a la población de San Borja, se debe recoger su  preocupación por la implementación de  centros de observación con cámaras y drones de alta tecnología que permite el acceso a información en tiempo real de los hechos delictivos y de violencia que ocurren y afectan a la comunidad  para su pronta intervención, Se debe resaltar la articulación entre el gobierno edil y la población a través de sus Juntas Vecinales Comunales organizadas por sectores, quienes recogen in situ las necesidades y el  sentir de  la población de San Borja,  Asimismo debemos destacar  la gestión ambientalista y ecológica que permitió contar con más áreas verdes logrando convertir al distrito de San Borja en el Pulmón de Lima, la gestión municipal a logrado posesionar a San Borja como un distrito Turístico por su belleza y bio diversidad,  mejorando el  ornato de la ciudad, y redireccionando  la tenencia responsable de mascotas, entre otras line as de mejoras.
Fue Teniente Alcalde del Dr. Alberto Tejada Noriega, desde 2003 hasta el 2010. Actualmente, lleva más de 20 años de éxito en la  gestión  pública.

### Alcalde de San Borja
En las elecciones municipales del 2010, postuló a la alcaldía de San Borja con el Partido Popular Cristiano, obteniendo el 47.5 % de los votos, siendo uno de los cinco alcaldes con mayor votación obtenida en Lima. Postuló a la reelección en 2014 y logró tener éxito.
Su gestión municipal como alcalde empezó en enero del 2011, impulsando políticas en Desarrollo sostenible, Seguridad ciudadana y Salud integral.
Logró con su política de gestión ambiental, que el distrito de San Borja sea elegido por el Foro de Cooperación Económica Asia-Pacífico – APEC, para desarrollar el 2014 el proyecto Ciudad modelo de baja emisión de carbono (Low Carbon Model Town). Este proyecto busca generar en la región Asia – Pacífico ciudades verdes, inteligentes y eco eficientes.
Impulsó el primer Programa de Bicicleta Pública del Perú,  integrando a San Borja a las 150 ciudades en el mundo que promueven el uso de la bicicleta como movilidad sostenible, para el transporte en los viajes cortos, contribuyendo a la disminución de las emisiones de C02, y mejorando la transitabilidad en el distrito.
Como deportista, ha destacado principalmente en equitación, habiendo sido Campeón Nacional y Sudamericano de Equitación en salto de obstáculos seis veces, entre 1976 y 1991.
Ha representado al Perú con éxito en esta actividad como deportista, y entrenador en varias competencias a nivel nacional y sudamericano.
Fue elegido como regidor del Municipio de Lima en 2018.
Para las elecciones municipales del 2022, se afilió al partido Renovación Popular de Rafael López Aliaga y postuló nuevamente a la alcaldía de San Borja, logrando ser elegido alcalde del distrito para el periodo municipal 2023 - 2026.

## Controversias

### Juicio por desaparición de Luis Manrique Escobar
El 31 de marzo de 2009, el fiscal de Huancavelica formuló la denuncia penal contra Álvarez, en calidad de autor mediato por la presunta comisión del delito contra la humanidad-desaparición forzada, en agravio del trabajador desaparecido. En virtud de esto, el 31 de agosto del  2009, el Cuarto Juzgado Penal Supraprovincial dictó el auto de apertura de instrucción”.
“En dos oportunidades este caso fue sometido a juicio oral y el acusado fue absuelto. La Corte Suprema declaró nula sus absoluciones al verificar que los tribunales de juzgamiento no habían realizado una exhaustiva valoración de la prueba testimonial y documental”.